# Motech
Motech est un label discographique indépendant américain de musique électronique, basé à Détroit, dans le Michigan. Il est fondé en 2002 par Franki Pjetar Luca Juncaj (plus connu sous le nom de DJ 3000).

## Histoire
Inspiré par les sons de sa ville natale, Détroit, dans le Michigan, DJ 3000 lance Motech en 2002 avec Shawn Snell, avec une esthétique de morceaux techno ayant un « côté mortel pour la rue ». Dans les années qui suivent, Motech est l'un des labels vinyles de Détroit qui réussit sa transition vers le numérique. 
À la fin des années 2010, Motech reste continuellement à la recherche de nouveaux sons provenant de nouveaux artistes à travers le monde.  En 2023, DJ 3000 sort Mezë.